# Sekunda
Sekúnda (oznaka s, včasih okrajšano tudi kot sek ali sec) je osnovna enota SI časa, enaka trajanju 9.192.631.770 nihajev valovanja, ki ga odda nevzbujen atom cezija 133 na absolutni ničli pri prehodu med nivojema hiperfinega razcepa osnovnega stanja. Sekunda je šestdesetina minute, ki je šestdesetina ure, torej je sekunda enaka 1/3600 ure. Sekundo nadalje delimo po desetiškem sistemu, pri čemer uporabljamo standardne predpone SI - tisočinka sekunde je tako milisekunda, milijoninka mikrosekunda itd. Sama sekunda je poleg sistema SI tudi osnova sistema enot CGS in nekaterih drugih merskih sistemov.
Do leta 1960 je bila sekunda definirana kot 86400. del povprečnega Sončevega dneva, kar se še vedno uporablja v nekaterih astronomskih in pravnih kontekstih. Težava s Sončevim dnevom je, da se počasi, a opazno podaljšuje in tudi dolžina tropskega leta ni povsem predvidljiva. Zato gibanje na relaciji Sonce-Zemlja ne velja več za primerno osnovo definicije. Ta po zaslugi napredka fizike, ki je omogočil razvoj atomskih ur, zdaj temelji na osnovnih značilnostih narave.
Neskladje z astronomskim časom uravnava Mednarodna telekomunikacijska zveza z dodajanjem prestopnih sekund k univerzalnem koordiniranem času (UTC), kar se zgodi vsakih nekaj let. Z leti je postal UTC, ki šteje SI sekunde, osnova za uradno merjenje časa v številnih državah po svetu ali vsaj de facto standard za civilno uporabo.
V eni sekundi svetloba prepotuje razdaljo 299.792.458 m.

## Zgodovina
Koncept sekunde je odraz tesne povezanosti merjenja časa in zgodovine astronomije ter geografije. Svetli del dneva so po dvanajstiškem sistemu na 12 ur razdelili že stari Egipčani, a je bila dolžina njihovih ur spremenljiva glede na dolžino dneva med letnimi časi. Fiksne ure so uvedli stari Grki za astronomske izračune, v vsakdanji uporabi pa je ostala tudi v Evropi dolžina ure spremenljiva glede na letni čas še vse do uvedbe mehanskih ur v 14. stoletju.
Grški astronom Erastoten je prevzel sumersko prakso uporabe šestdesetiškega sistema pri razvoju svojega zgodnjega geografskega koordinatnega sistema, kar je nadaljeval tudi Hiparh stoletje kasneje. Ptolemaj je njun sistem nadgradil z razdelitvijo sistema 360 kotnih stopinj na 60 delov in teh delov znova na 60 delov. Prva delitev, partes minutae primae, je prišla v splošno uporabo kot (kotna) minuta, druga, partes minutae secundae, pa kot sekunda. Na enak način je bila razdeljena krožna številčnica, ki prikazuje čas, vendar v praksi tako majhne enote časa še dolgo niso bile v vsakdanji uporabi. Prve mehanske ure z minutnim kazalcem so bile izdelane šele proti koncu 16. stoletja, sekundnega kazalca pa še zdaj nimajo vse.

### Na osnovi mehanskih ur
Šele z razvojem mehanskih ur, ki so merile srednji čas namesto spremenljivega sončevega časa, je postala šestdesetina minute točno merljiva. Najzgodnejše mehanske ure, ki so prikazovale sekunde, so bile izdelane v drugi polovici 16. stoletja. Najstarejši ohranjeni primerek je vzmetna ura neznanega avtorja s podobo Orfeja na številčnici, ki jo datirajo med leti 1560 in 1570. Leta 1581 je Tycho Brahe predelal ure v svojem observatoriju, da so kazale tudi sekunde, a še niso bile dovolj točne – nekaj let kasneje je zapisal, da pridobijo njegove štiri ure vsak dan do štiri sekunde zamika med seboj.
Nihajna ura Christiaana Huygensa je v tem pogledu pomenila prelomni izum. Leta 1644 je Marin Mersenne izračunal, da bo imelo 39,1 inča dolgo nihalo nihajni čas natanko dve sekundi pri standardnem težnem pospešku. Londonski urar William Clement je izkoristil to spoznanje in dodal sekundno nihalo k Huygensovem dizajnu. Njegove ure so dosegle točnost 10 sekund na dan in dokončno izrinile sončne ure.
Carl Friedrich Gauss je leta 1832 predlagal uvedbo sistema enot milimeter-miligram, v katerem je predpostavil sekundo kot osnovno enoto časa. Britansko združenje za napredek znanosti (British Association for the Advancement of Science, BAAS) je leta 1862 v svoji izjavi zapisalo, da se vsi strokovnjaki strinjajo z uporabo sekunde srednjega sončnega časa kot časovne enote. Združenje je uradno predlagalo sistem enot CGS leta 1874, ki pa ga je v naslednjih 70 letih počasi izpodrinil sistem enot MKS, prav tako s sekundo kot osnovno časovno enoto. MKS je bil na mednarodni ravni sprejet v 1940. letih in je določal sekundo kot 1⁄86.400 srednjega sončevega dneva.

### Na osnovi leta
Z napredkom astronomije je postalo jasno, da se vrtenje Zemlje s časom spreminja, zato je bila sprejeta odločitev, da bodo sekundo namesto tega definirali na osnovi kroženja Zemlje okrog Sonca v določeni epohi. Mednarodni komite za uteži in mere je tako s pooblastilom desete Generalne konference za uteži in mere leta 1956 sprejel novo definicijo sekunde:
delež 1⁄31.556.925,9747 tropskega leta za 0. januar 1900 ob 12. uri efemeridnega časa
Podatek za izbrano epoho je povzet po Newcombovem referenčnem delu Tables of the Sun, ki podaja napoved gibanja Zemlje na podlagi opazovanj med leti 1750 in 1892. To definicijo, ki je ukinila odvisnost sekunde od dolžine dneva, je ratificirala enajsta Generalna konferenca za uteži in mere leta 1960 ob sprejetju mednarodnega sistema enot.

## Definicija
Trenutno veljavna definicija je osnovana na temeljnem in stabilnem naravnem pojavu - periodičnih prehodih med nivojema hiperfinega razcepa osnovnega stanja nevzbujenega atoma cezija 133. Razvoj atomskih ur v 1950. in 1960. letih je omogočil natančno merjenje elektromagnetnega valovanja v območju mikrovalov, ki ga ti prehodi vzbujajo.
Louis Essen iz Narodnega fizikalnega laboratorija v Angliji in William Markowitz s Pomorskega observatorija Združenih držav Amerike (USNO) sta določila zvezo med frekvenco prehodov med nivojema hiperfinega razcepa atoma cezija in efemeridno sekundo. S hkratnim opazovanjem, ki sta ga koordinirala s pomočjo signalov specializirane radijske postaje WWV, sta natančno določila gibanje Lune okrog Zemlje in prek tega navidezno gibanje Sonca, izraženo v atomskih ciklih. Ugotovila sta, da takratna sekunda efemeridnega časa ustreza 9.192.631.770 ± 20 ciklom atoma cezija.
Leta 1967 je tako trinajsta Generalna konferenca za uteži in mere ukinila prejšnjo definicijo, ki je veljala le sedem let, in definirala sekundo kot »trajanje 9.192.631.770 period sevanja, ki ustreza prehodom med dvema nivojema hiperfinega razcepa osnovnega stanja atoma cezija 133.«
{\displaystyle \Delta \nu _{\mathrm {Cs} }=9\,192\,631\,770\;\mathrm {Hz} }
iz tega sledi
{\displaystyle 1\;\mathrm {s} ={\frac {9\,192\,631\,770}{\Delta \nu _{\mathrm {Cs} }}}}
V 1970. letih je postalo jasno, da se zaradi gravitacijskega podaljšanja časa sekunde, ki jih merijo atomske ure, razlikujejo glede na nadmorsko višino. Enotno sekundo so dobili s popravkom rezultata vsake atomske ure na srednjo višino morske gladine, kar je podaljšalo definicijo za približno 1×10−10. Popravek je bil uveden na začetku leta 1977 in uradno sprejet leta 1980. V relativističnem smislu je tako SI sekunda definirana kot lastni čas rotirajočega geoida.
Znova je bila definicija dopolnjena na srečanju BIPM leta 1997, ko so ji dodali: »Ta definicija se nanaša na cezijev atom v mirovanju pri temperaturi 0 K.«
Popravek predpostavlja idealno atomsko uro z enim samim cezijevim atomom v mirovanju, ki oddaja eno samo frekvenco. V praksi pa pomeni, da naj bi zelo natančne praktične realizacije sekunde kompenzirale vpliv temperature okolja (sevanje črnega telesa), v katerem delujejo atomske ure.

## Mnogokratniki
Za mnogokratnike in manjše enote mednarodni sistem enot predpisuje predpone SI. Največkrat se uporablja:
| deli     | deli    | deli         |          | mnogokratniki | mnogokratniki | mnogokratniki |
| vrednost | znak SI | ime          | vrednost | znak SI       | ime           |               |
| 10-1 s   | ds      | decisekunda  | 101 s    | das           | dekasekunda   |               |
| 10-2 s   | cs      | centisekunda | 102 s    | hs            | hektosekunda  |               |
| 10-3 s   | ms      | milisekunda  | 103 s    | ks            | kilosekunda   |               |
| 10-6 s   | µs      | mikrosekunda | 106 s    | Ms            | megasekunda   |               |
| 10-9 s   | ns      | nanosekunda  | 109 s    | Gs            | gigasekunda   |               |
| 10-12 s  | ps      | pikosekunda  | 1012 s   | Ts            | terasekunda   |               |
| 10-15 s  | fs      | femtosekunda | 1015 s   | Ps            | petasekunda   |               |
| 10-18 s  | as      | atosekunda   | 1018 s   | Es            | eksasekunda   |               |
| 10-21 s  | zs      | zeptosekunda | 1021 s   | Zs            | zetasekunda   |               |
| 10-24 s  | ys      | joktosekunda | 1024 s   | Ys            | jotasekunda   |               |

### Posebnosti
Desetiških mnogokratnikov sekunde ne uporablja praktično nihče. Namesto njih so v uporabi minuta (60 s), ura (3600 s) in dan (86.400 s), ki so na seznamu enot, sprejemljivih za uporabo s sistemom SI. Za razliko od nekaterih drugih ne-SI enot, se pri teh enotah nikoli ne uporabljajo predpone SI. Še večja enota je leto (31.536.000 s), za katerega uporabljamo desetiške mnogokratnike (desetletje, stoletje, ...). Za primerjavo, kilosekunda znaša 16 minut in 40 sekund, megasekunda 11 dni, 13 ur, 46 minut in 40 sekund, gigasekunda pa približno 31,7 let.
Izjema so nekateri računalniški sistemi, ki beležijo sistemski čas kot čas od dogovorjene začetne točke (epohe) v desetiškem sistemu, vendar gre v tem primeru za interno rešitev za poenostavitev računanja, ki se uporabniku prikaže v običajnejšem formatu.
- Unixov čas (na Unixu temelječi sistemi) se šteje v sekundah od polnoči 1. januarja 1970.[14]
- sistemi VAX/VMS štejejo čas v mnogokratnikih 100 ns od 17. novembra 1858.[15]
- RISC OS za mikroprocesorje RISC šteje čas v centisekundah od polnoči 1. januarja 1900.[16]